# Пайтуг
Пайту́г (узб. Poytugʻ / Пойтуғ) — город, административный центр Избасканского района Андижанской области Узбекистана.
В 1980 году Пайтуг получил статус города. Близ города расположена железнодорожная станция Пайтуг. В городе действует хлопкоочистительный завод.
Пойтуг Азиз - назывался Бойлар, Бойтог, Бойток с до нашей эры, вернее до времена арабского нашествия. VII-VIII веков нашей эры с наступлением мусульман местное население принимал Ислам. После этого название местности начали называть Пойтуг-Азиз.
Пойтуг-Азиз расположенн в бассейне рек древнего Кара ункир а - современной Карадарьи (с течением времени река значительно сместилась к югу от города). Основное население занималась живодноводчеством, рисоводством, а часть населения занималась рыболовством в небольших озерах в русле реки. .
До прихода Российской империи  В центре кишлака стоял Мечет и назывался мечет Хазрати Пайтуг Азиз. После революции, в 1920х годах фашистки настроенные враги Турков Армяне под покровительством узбекских большевиков сожгли этот мечет. Мечет был полон мусульманами,они совершали дневную молитву, читали намаз. Сожжены армянами людей около трехсот человек мусульман. Вблизи Пойтуга есть старынные населенные пункти Майгир, Чувама, Элатан, Чунгбогиш. 
Майгир - название происходит от слова Мой, что значит Масло. Тут население занималась производством масла разного(кунжутное масло, льняное масло) вида. 
Чувама - население занималась  жители занимались прядением и ткачеством льна, хлопка и других растительных волокон, а также торговлей. 
Население Жители Элатана (поставщика дров населению) и Чунгбогиша (с большой вязанкой дров) занимались сбором дров и продажей их окрестному населению. 
В территориях этих населенных пунктов имеется старинные пирамид образные холмы с диаметром 150-200 метров и с высотой 40-50 метров. Эти холмы предстоит изучать.